# Гетероэпитаксия

Диаграмма, показывающая рост гетероэпитаксиальных плёнок:
a) соразмерный рост при совпадении параметров решёток;
b) интенсивный псевдоморфный рост;
c) рост по дислокации

Гетероэпитаксия (англ. heteroepitaxy; от др.-греч. ἕτερος — «иной», «различный» и «эпитаксия») — вид эпитаксии, когда растущий слой отличается по химическому составу от вещества подложки. Процесс возможен только для химически не взаимодействующих веществ: например, так изготавливают интегральные преобразователи со структурой кремний на сапфире.

## Описание
Так как подложка и плёнка состоят из разных материалов, идеальный соразмерный рост, происходящий при полном совпадении параметров кристаллической решетки, маловероятен. Чаще всего кристаллическая структура плёнки и подложки отличаются друг от друга. Это различие структур характеризуется таким количественным параметром, как несоответствие решёток, определяемое как относительная разность их постоянных:
{\displaystyle \varepsilon ={\frac {b-a}{a}}}
Небольшие несоответствия решёток могут быть адаптированы за счет упругих напряжений, то есть за счет деформации решётки таким образом, что напряжённая решётка сохраняет периодичность подложки в плоскости границы раздела, но в перпендикулярном направлении приобретает иную периодичность, сохраняя при этом объем элементарной ячейки. Этот тип роста называется псевдоморфным.
При больших несоответствиях решеток напряжение достигает такой величины, что его релаксация возможна лишь через возникновение дислокаций несоответствия, возникающих на границе раздела. Легко показать, что расстояние между дислокациями равно

{\displaystyle d={\frac {ab}{|b-a|}}}
Технология гетероэпитаксии используется для выращивания гетероструктур, например, таких, как нитрид галлия на сапфире, алюминий-галлий-фосфид индия (AlGaInP) на арсениде галлия (GaAs).